# Cynoscion nannus
Cynoscion nannus är en fiskart som beskrevs av Castro-aguirre och Arvizu-martinez, 1976. Cynoscion nannus ingår i släktet Cynoscion och familjen havsgösfiskar. IUCN kategoriserar arten globalt som livskraftig. Inga underarter finns listade i Catalogue of Life.